# Solanum villosum
Solanum villosum – вид рослин родини Пасльонові (Solanaceae). лат. villosum — «волохатий».

## Опис
Це однорічна трав'яниста рослина, що досягає у висоту 70 см, злегка волохата. Листя яйцеподібне, довжиною до 8 см, шириною 3,6 см, цілісне або неглибоко лопатеве, з черешками завдовжки 4,5 см. Суцвіття — 3–8-квітів, зібрані в кластер. Віночок білий. Бліді кулясті оранжево-червоні ягоди, 5–9 мм в діаметрі. Насіння від 1,7 до 2,3 мм, блідо-жовте. 2n=48.

## Поширення
Вид натуралізований у всіх помірних регіонах. Походження: Південна Європа. Населяє сильно деградовані ділянки; на висотах 0–400 метрів.

## Галерея

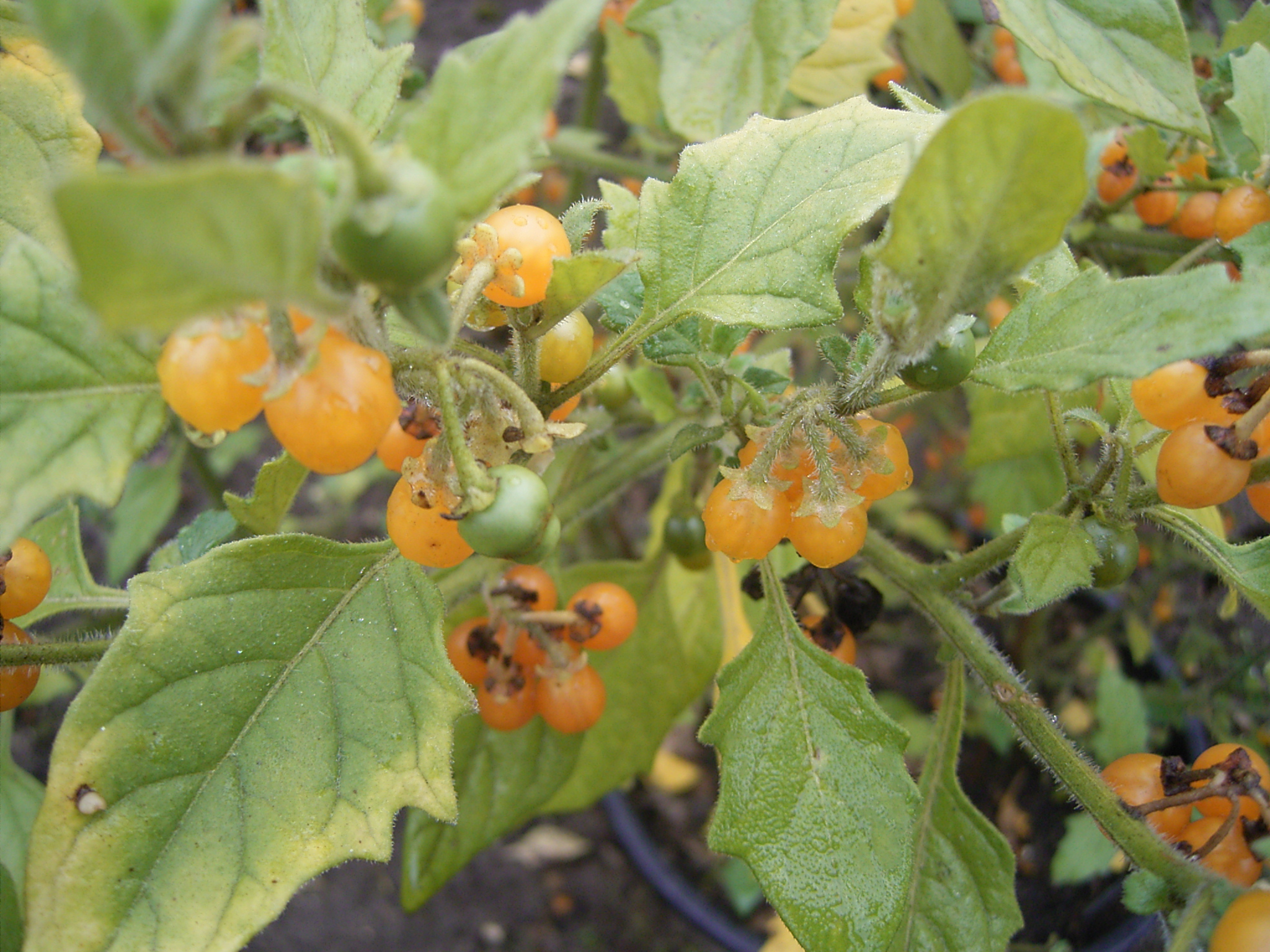
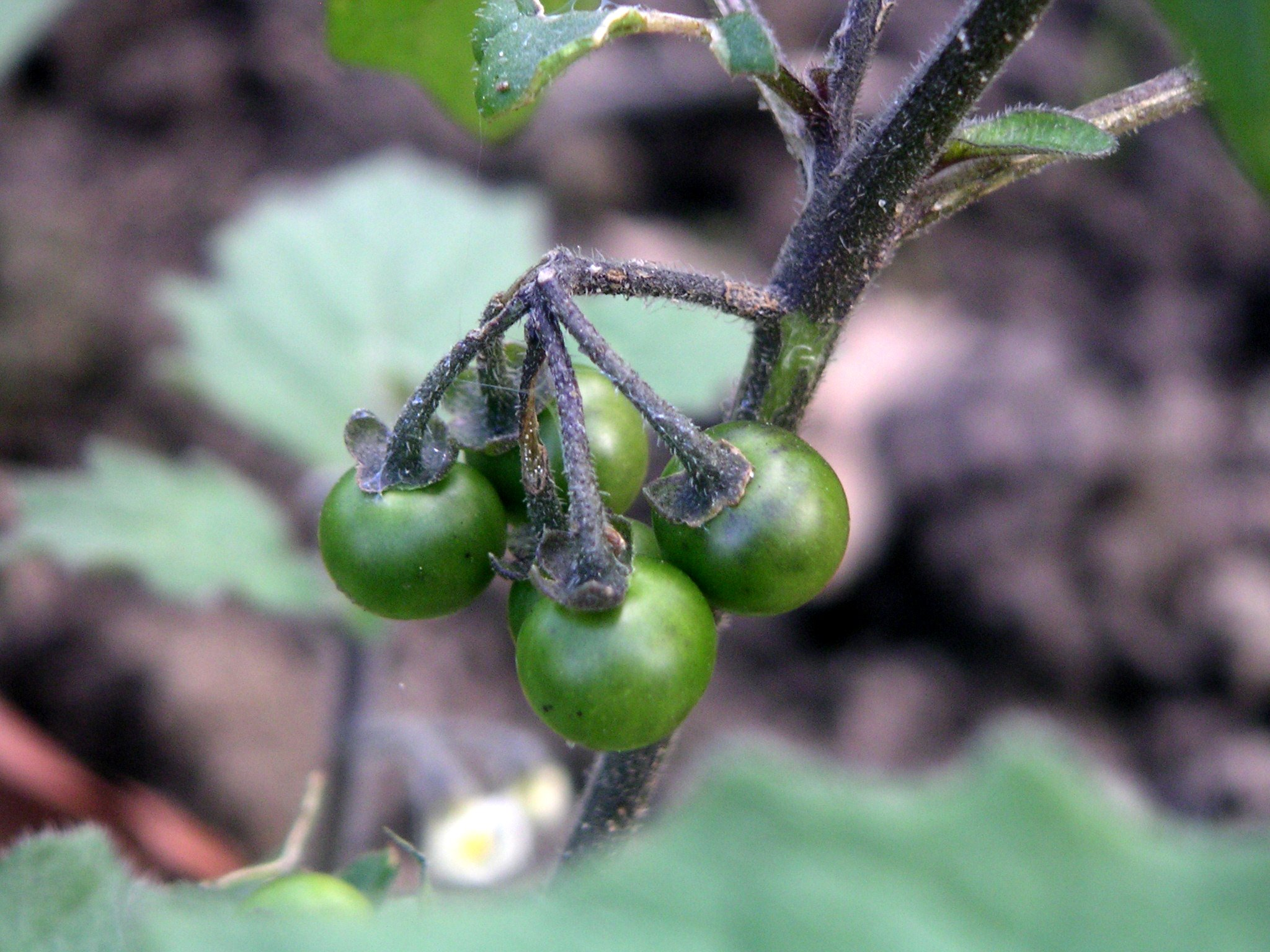